# Orange Beach, Alabama
Orange Beach är en stad (city) i Baldwin County, i delstaten Alabama, USA. Enligt United States Census Bureau har staden en folkmängd på 5 576 invånare (2011) och en landarea på 38,1 km².